# Hydrobiosis parumbripennis
Hydrobiosis parumbripennis är en nattsländeart som beskrevs av Mcfarlane 1951. Hydrobiosis parumbripennis ingår i släktet Hydrobiosis och familjen Hydrobiosidae. Inga underarter finns listade i Catalogue of Life.